# Antitranspirant

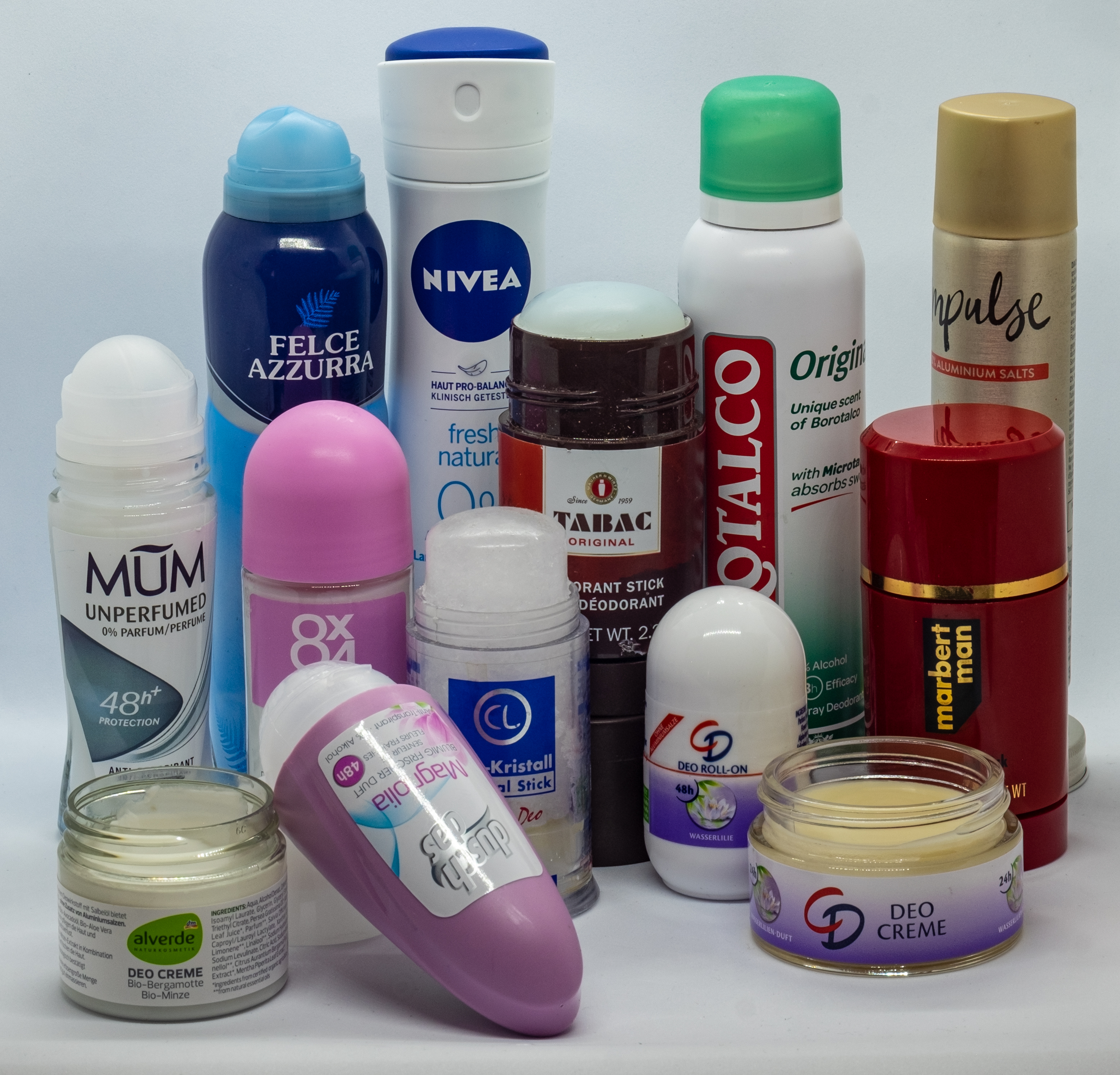
Deodorants

Antitranspirante, Antitranspirantien oder Antitranspirants (Schweißhemmer; engl. antiperspirants) sind Substanzen, welche die Aktivität der Schweißdrüsen reduzieren und somit den Körpergeruch vermindern. Sie kommen in Deodoranten im Rahmen der Körperpflege zur Anwendung.

## Wirkungsweise
Die in kommerziellen Antitranspiranten am häufigsten vorkommenden Hauptkomponenten sind Aluminiumverbindungen (ein Komplex aus Glycin und Aluminium-Zirkonium-Tetrachlorhydrat). Daneben finden sich Stoffe wie Aluminiumchlorid und Propanthelinbromid. Diese Stoffe verringern die Schweißsekretion durch eine temporäre Verengung oder Verstopfung der Ausführungsgänge der Schweißdrüsen. Die Schweißmenge wird um etwa 50 % reduziert. Die durch Schweißsekretion gesteuerte Temperaturregulation des Körpers wird dabei nicht behindert, sofern das Produkt auf kleinen Flächen aufgetragen wird. Während Antitranspirante die Ausführungsgänge der Schweißdrüsen vorwiegend durch Adstringenz verlegen und dadurch die Schweißsekretion an sich vermindern, sind die aktiven Inhaltsstoffe in Deodorants vorwiegend Duftstoffe und Bakteriostatika, welche die Gesamtmenge an Schweiß nicht vermindern, sondern den unangenehmen Geruch verhindern sollen. Die Ansatzpunkte von Antitranspiranten und Deodorants sind unterschiedlich (Mischformen werden ebenfalls angeboten), jedoch werden die Ergebnisse von Benutzern in der Regel als gleich eingestuft.

## Schutz vor Schweißgeruch
Schweiß alleine ist nahezu geruchlos, die eigentliche Ursache für Schweißgeruch sind Ausscheidungen von auf der Haut lebenden Bakterien, die den Schweiß zersetzen. Antitranspirante verengen bzw. verstopfen die Schweißdrüsenausgänge. Den Bakterien wird die Nahrung entzogen bzw. reduziert und dementsprechend verringert sich die Produktion von unangenehm riechenden Ausscheidungen. Für eine hohe Wirkung ist eine möglichst lückenlose Abdeckung der problematischen Hautbereiche mit Antitranspirant-Wirkstoffen erforderlich.

## Inhaltsstoffe
Das erste Deodorant bestand aus einer wachsartigen Creme auf Zinkoxid-Basis. Es folgten Antitranspirante mit dem Hauptwirkstoff Aluminiumchlorhydrat sowie auch anderen Aluminiumverbindungen.
Da Aluminiumsalze empfindliche Haut reizen können, gibt es inzwischen Präparate, die durch den gezielten Einsatz beruhigender Lotionen und pflegender Substanzen wie Bartflechten, Nelkenblüten und Salbeiblatt dem typischen Juckreiz und Brennen entgegenwirken. Dies ermöglicht, in Verbindung mit einem möglichst reizarmen Antitranspirant, die Anwendung auch an sensiblen Körperregionen wie dem Gesicht, dem Rücken, der Brust oder auch in der Leistengegend.
Auch gegen extremen Hand- und Fußschweiß wurden mittlerweile spezielle Antitranspirante entwickelt, so dass Betroffenen eine Alternative zur Iontophoresebehandlung geboten wird. Allerdings müssen diese Mittel mit mind. 30 % Aluminiumchlorid deutlich höher dosiert sein als normale Hygieneprodukte.
Häufig eingesetzte Antitranspirant-Wirkstoffe sind Aluminiumchlorohydrat (ACH) und der Aluminium-Zirkonium-tetrachloro-Glycin-Komplex (ZAG). ACH kommt heute in den meisten Antitranspiranten zum Einsatz. Im Vergleich zu ACH besitzt ZAG eine höhere Wirksamkeit. Im Hinblick auf die restliche Zusammensetzung entsprechen Antitranspirant-Produkte weitgehend den Deodorant-Formulierungen. Gemäß Bundesinstitut für Risikobewertung ist das Gesundheitsrisiko einer täglichen Nutzung unwahrscheinlich. Der wissenschaftlichen Ausschuss Verbrauchersicherheit der EU (SCCS) hatte nach Auswertung rezenter Studien aluminiumhaltiger Antitranspirantien und Kosmetika die Verwendung als sicher eingestuft.

## Belege
1. ↑  V. A. Lukacs, H. C Korting: Antiperspirants and deodorants-ingredients and evaluation. In: Derm Beruf Umwelt. Band 37, Nr. 2, 1989, S. 53–57, PMID 2656175.
2. 1 2  Fragen und Antworten zu Aluminium in Lebensmitteln und verbrauchernahen Produkten. (PDF) In: BfR. 20. Juli 2020, S. 6–7, abgerufen am 5. Mai 2023.
3. ↑  A. Darrigrand, K. Reynolds, R. Jackson, M. Hamlet, D. Roberts: Efficacy of antiperspirants on feet. In: Military Medicine. Band 157, Nr. 5, 1992, S. 256–259, PMID 1630659.
4. ↑  W. B.  Shelley, H. J. Hurley Jr: Studies on topical antiperspirant control of axillary hyperhidrosis. In: Acta Dermato-Venereologica. Band 55, Nr. 4, 1975, S. 241–260, PMID 52254.
5. ↑  Jason Ladock: Antiperspirant VS. Deodorant: Which One Really Works? HealthGuidance, abgerufen am 16. August 2014.
6. ↑  G. E. Piérard, P. Elsner, R. Marks, P. Masson, M. Paye: EEMCO Guidance for the Efficacy Assessment of Antiperspirants and Deodorants. In: Skin Pharmacol Appl Skin Physiol. Band 16, 2003, S. 324, doi:10.1159/000072072.
7. ↑  Hinnerk Feldwisch-Drentrup: Bloße Panikmache? Alu-Deos sind laut neuen Studien sicher. In: MedWatch. 12. Dezember 2019, abgerufen am 17. Dezember 2019.
8. ↑  SCCS - Opinion on the safety of aluminium in cosmetic products, Submission II. (PDF) SCCS, März 2020, abgerufen am 5. Mai 2023 (englisch).